# Masaru Furukawa
Masaru Furukawa (Hashimoto, 6 januari 1936 – 21 november 1993) was een Japans zwemmer.

## Biografie
In 1953 werden de vlinderslag afgeplitst van de schoolslag.
Furukawa had een uitmuntende onderwatertechniek en kon een hele baan onderwaterzwemmen.
Dankzij zijn onderwatertechniek werd hij tijdens de Olympische Zomerspelen van 1956 olympisch kampioen op de 200 meter schoolslag.
In 1957 reguleerde de FINA de afstand onderwater en verklaarde zijn wereldrecord ongeldig.
In 1981 werd Furukawa opgenomen in de International Swimming Hall of Fame.

## Internationale toernooien
| Jaar | Olympische Spelen | Aziatische Spelen                   |
| ---- | ----------------- | ----------------------------------- |
| 1954 |                   | 200m schoolslag                     |
| 1956 | 200m schoolslag   |                                     |
| 1958 |                   | 200m schoolslag · 4x100m wisselslag |

1908: Fred Holman ·
1912: Walter Bathe ·
1920: Håkan Malmrot ·
1924: Bob Skelton ·
1928: Yoshiyuki Tsuruta ·
1932: Yoshiyuki Tsuruta ·
1936: Tetsuo Hamuro ·
1948: Joe Verdeur ·
1952: John Davies ·
1956:  Masaru Furukawa ·
1960: Bill Mulliken ·
1964: Ian O'Brien ·
1968: Felipe Muñoz ·
1972: John Hencken ·
1976: David Wilkie ·
1980: Robertas Žulpa ·
1984: Victor Davis ·
1988: József Szabó ·
1992: Mike Barrowman ·
1996: Norbert Rózsa ·
2000: Domenico Fioravanti ·
2004: Kosuke Kitajima ·
2008: Kosuke Kitajima ·
2012: Dániel Gyurta ·
2016: Dmitri Balandin ·
2020: Zac Stubblety-Cook ·
2024: Léon Marchand